# IJsland op de Olympische Winterspelen 1988
Tijdens de Olympische Winterspelen van 1988, die in Calgary (Canada) werden gehouden, nam IJsland voor de tiende keer deel.

## Deelnemers en resultaten

### Alpineskiën
| Olympiër               | Discipline       | Resultaat | Prestatie                        |
| ---------------------- | ---------------- | --------- | -------------------------------- |
| Daníel Hilmarsson      | super g (m)      | dnf       | opgave                           |
| Daníel Hilmarsson      | reuzenslalom (m) | 42e       | 2.22,74 (+16,37) 1.13,15+1.09,59 |
| Daníel Hilmarsson      | slalom (m)       | 24e       | 1.55,29 (+15,82) 58,98+56,31     |
|                        |                  |           |                                  |
| Guðrún Kristjánsdóttir | reuzenslalom (v) | dnf-1     | opgave run 1                     |

### Langlaufen
| Olympiër       | Discipline            | Resultaat | Prestatie            |
| -------------- | --------------------- | --------- | -------------------- |
| Einar Ólafsson | 30 km klassiek (m)    | 65e       | 1:39.56,3 (+15.30,0) |
| Einar Ólafsson | 50 km vrije stijl (m) | 44e       | 2:18.21,9 (+13.51,0) |

Amerikaanse Maagdeneilanden · Andorra · Argentinië · Australië · België · Bolivia · Bondsrepubliek Duitsland · Bulgarije · Canada · Chili · China · Chinees Taipei · Costa Rica · Cyprus · Denemarken · Duitse Democratische Republiek · Fiji · Filipijnen · Finland · Frankrijk · Griekenland · Groot-Brittannië · Guam · Guatemala · Hongarije · IJsland · India · Italië · Jamaica · Japan · Joegoslavië · Libanon · Liechtenstein · Luxemburg · Marokko · Mexico · Monaco · Mongolië · Nederland · Nederlandse Antillen · Nieuw-Zeeland · Noord-Korea · Noorwegen · Oostenrijk · Polen · Portugal · Puerto Rico · Roemenië · San Marino · Sovjet-Unie · Spanje · Tsjecho-Slowakije · Turkije · Verenigde Staten · Zuid-Korea · Zweden · Zwitserland